# Марјан Вишњевски
Марјан Вишњевски (фр. Maryan Wisniewski; Калон Рикуар, 1. фебруар 1937 — Карпантра, 4. март 2022) био је француски фудбалер пољског порекла који је играо на позицији нападача.
Одиграо је 33 утакмице и постигао 12 голова за фудбалску репрезентацију Француске, а играо је на ФИФА-ином светском првенству 1958. када је Француска завршила на трећем месту. За репрезентацију је дебитовао 3. априла 1955, и тако постао најмлађи фудбалер који је играо за Француску ; 18 година и 2 месеца.